# Хатанга (село)
Ха́танга — село в Таймырском Долгано-Ненецком районе Красноярского края, центр сельского поселения Хатанга. Расположено на реке Хатанге, один из самых северных населённых пунктов России, порт. Хатанга — по-эвенкийски означает «большая вода», «много воды». В селе есть аэропорт.

## История
Интерес к территориям, прилегающим к Хатангскому бассейну, возникает в начале XVII века. В самом начале века был основан Мангазейский острог на реке Таз, откуда началось продвижение русских землепроходцев дальше на Крайний Север. В 1605 году в записях английских купцов впервые встречается упоминание реки Катанги. В 1610 году состоялась первая крупная поездка торговых и промышленных людей на Таймыр по морю.
Хатанга была основана в 1626 году. Этот год принято считать датой присоединения Хатангского края к России. Ясачное зимовье на Хатанге сменило три названия. Кроме Хатангского ясачного зимовья, находившегося в верховьях Хатанги, существовало второе ясачное зимовье Нос, или Козлово, располагавшееся на месте нынешнего посёлка Хатанга. Оно возникло в 1660—1670 годах. Основной причиной выбора именно этого места стал недоступный для наводнений высокий речной яр, с которого открывается хороший обзор реки. Такие высокие обрывистые полуострова, или мысы, на реках и морях землепроходцы называли «носами» или «носками».
Во второй половине XVII века было учреждено государственное ясачное зимовье. Высокое речное урочище, на котором стоит посёлок Хатанга, долгане и ныне называют Наско.
По сведениям 1859 года в селе было пять дворов, девять жителей (пять мужского пола, четыре женского), имелась церковь. В Хатанге XIX века основными занятиями были рыболовство и охота. В 1891 году по сведениям священника К. Репьева в Хатанге находилось 6 домов, а также церковный дом и хлебозапасный магазин, в котором хлеба почти не бывало.
В 1918 году до Хатанги дошли вести о свершившейся революции. Хатанге и близлежащим посёлкам грозил голод, так как было нарушено хлебное снабжение (купцы из Дудинки перестали отправлять хлеб для хлебозапасных магазинов). Первым советским органом власти на Таймыре стал Туруханский сельсовет, который принял решение о помощи голодающим. Исполнением этого решения занялся Никифор Бегичев, который, несмотря на отсутствие разрешения властей, самовольно разрешил хатангчанам разобрать запасы хлеба из магазина. В 1922 году была основана фактория «Хатанга», которая способствовала восстановлению торговли и получению жителями товара первой необходимости, хлеба, в обмен на пушнину.
10 февраля 1927 года был основан Хатангский район. При помощи этнографов краевым властям удалось провести первый съезд Родовых Советов Хатангского наслега (волости). На этом съезде был образован тузрик — Хатангский туземный районный комитет. В 1928 году Хатангский район был присоединён к Якутской АССР, хотя экономически он был связан с Туруханским уездом и Таймыром, поэтому через 2 года район был переподчинён Таймырскому национальному округу. По переписи населения 1927 года в Хатанге насчитывалось 508 хозяйств. В эти же годы в Хатанге начинается восстановление медицины (в селе действовала выездная бригада врачей во главе с доктором Ривво). В 1928 году в селе открылся стационар с двумя койками. С этого же года начинается производство хлеба. В 1929 году усилиями А. А. Васильевой в Хатанге начинает постоянно действовать школа. В 1934 году в Хатанге учредили постоянную гидрометеостанцию.
Расцвет посёлка пришёлся на вторую половину XX века, когда многие специалисты пророчили Хатанге большое будущее. Как писал историк Севера В. Троицкий: «Через некоторое время все посёлки-спутники (нефтяников, посёлок геофизической обсерватории) сольются в Большую Хатангу. В конце семидесятых годов институт „Красноярскгражданпроект“ разработал Генеральный план развития и застройки села Хатанги. Намечены будущие улицы и кварталы, которые предполагается застроить пяти-семиэтажными каменными домами. В Хатанге к концу века ожидается увеличение населения до 10—12 тысяч человек».
Богатый природными ископаемыми Хатангский район многими назывался ресурсной базой севера России. По словам Троицкого, «будущий Хатангский промышленный район, по мнению учёных, станет одним из главных в освоении богатств Севера. Недра Хатангского района и прилегающей к нему территории содержат рудопроявления цветных и чёрных металлов, сходные с Норильским месторождением, апатиты, нефть, газ, соль, уголь и многое другое. Изучены энергоресурсы Котуя, где уже выбран створ для будущей гидростанции. Хатанга находится в центре этих богатств, вокруг её и начнётся строительство промышленного района». Однако, Троицкий пишет, что как только подсчитали стоимость транспортировки нефти Нордвика, решили, что нефть Западной Сибири будет дешевле.
Хатанга располагается рядом с кратером Попигай, где в 1970-х годах было обнаружено, а в 2012 году рассекречено крупнейшее в мире месторождение импактных алмазов объёмом в триллионы карат.

## Население
| 1859  | 1922  | 1939  | 1959  | 1970  | 1979  | 1989  |
| ----- | ----- | ----- | ----- | ----- | ----- | ----- |
| 9     | ↗1158 | ↘1037 | ↗1979 | ↗3833 | ↗4868 | ↗6385 |
| 2002  | 2010  |       |       |       |       |       |
| ↘3450 | ↘2645 |       |       |       |       |       |

## Климат
Климат субарктический. Погода крайне изменчива, летом возможна жара до +36,7 °C, в то же время заморозки возможны круглый год. Зима очень суровая и долгая, морозы могут достигать −50 °C и ниже. С декабря по февраль оттепели исключены. Из-за резко континентального климата абсолютный максимум температуры в селе всего на 1.5 градуса ниже, чем в Москве, и почти равен прежнему абсолютному максимуму температуры в Москве, установленному до июля 2010 года, несмотря на то, что село находится практически на 72-й параллели, в субарктическом поясе. В июле средняя температура около 12,7 °C, в январе в среднем −30,9 °C. Для зимних месяцев особенно характерны сильные колебания температуры. Постоянный устойчивый плотный снежный покров в Хатанге в среднем лежит не менее 249 суток в году, наибольшая высота снежного покрова в Хатанге составляет 83 см. Самой холодной зимой в Хатанге была зима 1978—1979 годов, когда среднемесячные температуры с декабря по февраль были самыми низкими для соответствующих месяцев за всю историю наблюдений, также в эту зиму был установлен абсолютный минимум температуры для декабря и февраля. В этом же 1979 году 1 июля был установлен абсолютный максимум за всю историю наблюдений +36,7 °C. Абсолютный июньский максимум температуры был обновлён в 2020 году (+33,1 °C), а средняя температура этого месяца уже 16 лет подряд выше климатической нормы.
- Среднегодовая температура — −11,6 C°
- Среднегодовая скорость ветра — 4,3 м/с
- Среднегодовая влажность воздуха — 78 %

| Показатель                    | Янв.  | Фев.  | Март  | Апр.  | Май   | Июнь  | Июль | Авг. | Сен.  | Окт.  | Нояб. | Дек.  | Год   |
| ----------------------------- | ----- | ----- | ----- | ----- | ----- | ----- | ---- | ---- | ----- | ----- | ----- | ----- | ----- |
| Абсолютный максимум, °C       | −1,6  | −0,3  | 3,8   | 8,8   | 25,4  | 33,1  | 36,7 | 29,9 | 24,2  | 12,5  | 2,3   | −0,2  | 36,7  |
| Средний суточный максимум, °C | −27,1 | −27,4 | −19,8 | −9,9  | −1,1  | 11,6  | 17,3 | 14,1 | 5,4   | −7,8  | −19,8 | −25,4 | −7,5  |
| Средняя температура, °C       | −30,9 | −31,3 | −24,7 | −15,5 | −5    | 7,2   | 12,7 | 9,8  | 2,4   | −10,9 | −23,5 | −29,3 | −11,6 |
| Средний суточный минимум, °C  | −34,7 | −34,9 | −29,1 | −20,5 | −8,7  | 3,9   | 9,0  | 6,3  | −0,2  | −14,1 | −27,2 | −32,9 | −15,3 |
| Абсолютный минимум, °C        | −59   | −55,9 | −52,4 | −42,9 | −30,9 | −14,3 | −0,7 | −3,2 | −18,6 | −39,9 | −51   | −58,7 | −59   |
| Среднее число дней с осадками | 21    | 20    | 20    | 20    | 21    | 19    | 17   | 19   | 22    | 27    | 24    | 22    | 252   |
| Норма осадков, мм             | 17    | 13    | 13    | 13    | 16    | 28    | 43   | 42   | 32    | 28    | 22    | 16    | 283   |
| Средняя влажность, %          | 77    | 78    | 78    | 78    | 79    | 73    | 70   | 78   | 83    | 84    | 81    | 77    | 78    |
| Средняя скорость ветра, м/с   | 4,1   | 4,0   | 4,3   | 4,5   | 4,5   | 4,6   | 4,3  | 4,3  | 4,2   | 4,2   | 4,0   | 4,1   | 4,3   |
| Источник:                     |       |       |       |       |       |       |      |      |       |       |       |       |       |

Полярная ночь на широте Хатанги длится с 17 ноября по 25 января, полярный день — с 10 мая по 4 августа.

## Достопримечательности

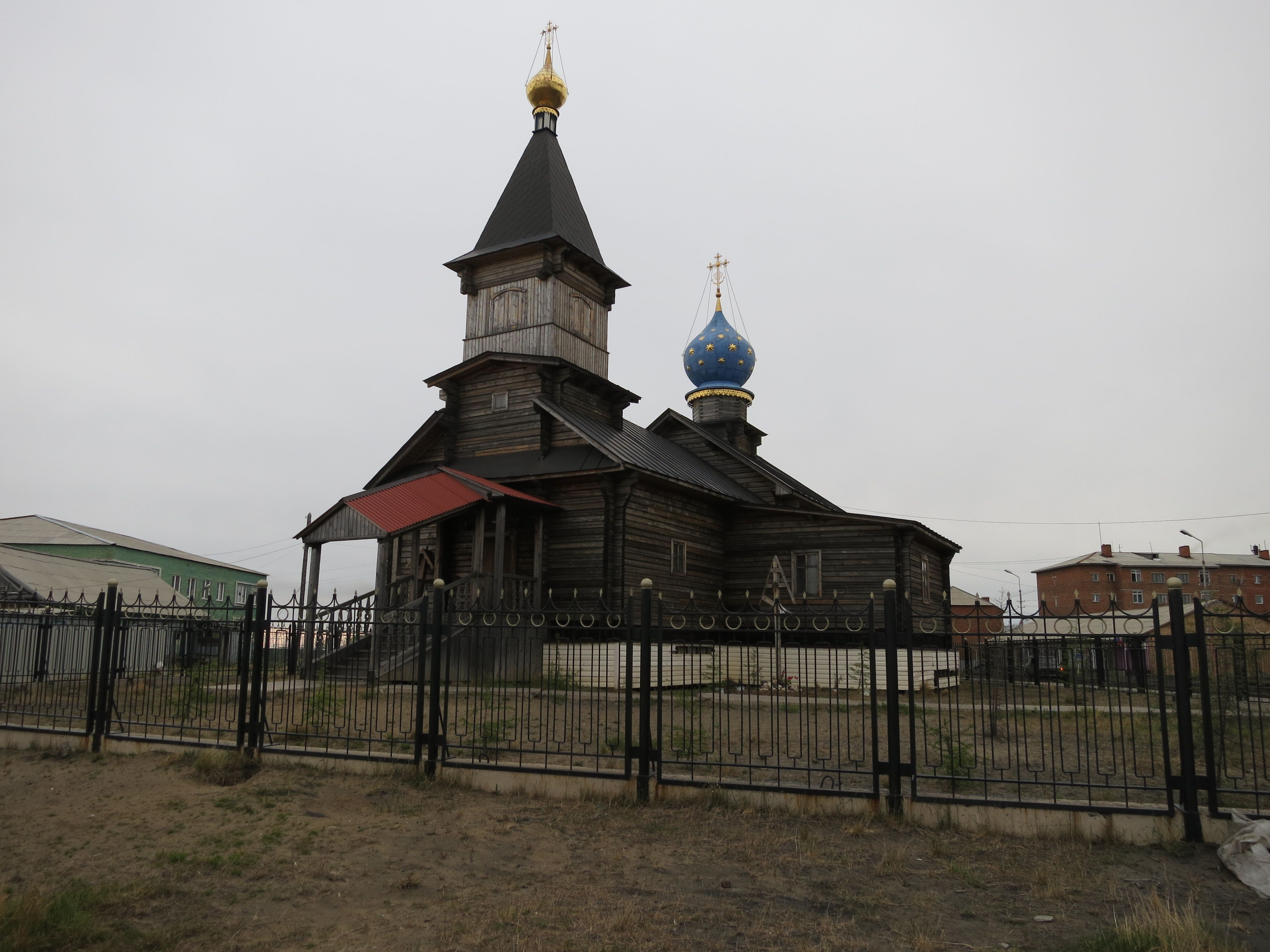
Православный храм в Хатанге

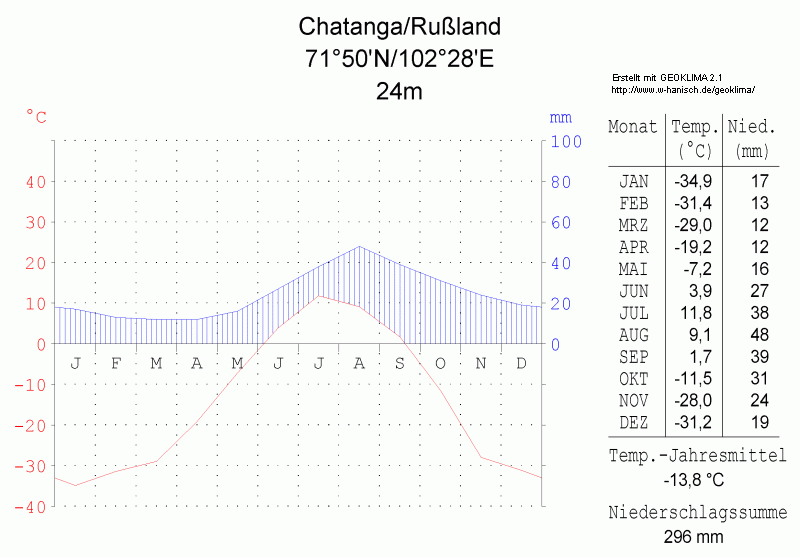
Климатическая диаграмма

Церковь в Хатанге появилась в конце XV — начале XVI века, ещё до основания ясачного зимовья. Это была деревянная (из тонкоствольной лиственницы) Спасо-Богоявленская церковь, которая из-за пожаров и плохих погодных условий часто перестраивалась. На месте сгоревшей церкви новая была построена в начале XVIII века. В 1905 году Спасо-Богоявленский храм в год своего 200-летия был освящён.
В период советской власти Хатангский храм был разграблен, он использовался как жилой дом и парикмахерская. В 1971 году Богоявленский храм был снесён. 
В начале 1990-х годов началось восстановление храма в Хатанге, которое полностью было завершено к 2001 году. 
Хатангский храм является самым северным в России православным храмом.
В Хатанге находится администрация государственного природного биосферного заповедника «Таймырский» — одного из крупнейших в России. Заповедник был создан в 1979 году. Таймырский заповедник имеет кластерный характер и состоит из 4 участков. Площадь 2 719 688 га, в том числе: основная тундровая территория — 1 324 042 га, участок «Ары-Мас» 15 611 га, участок «Лукунский» — 9055 га, экспериментальный полигон «Бикада» для охраны акклиматизируемой популяции овцебыка — 937 760 га и арктический филиал — 433 220 га, включает 37 018 га морской акватории моря Лаптевых.
В Хатанге находится Музей природы и этнографии при Таймырском заповеднике, музей долганской поэтессы Огдо Аксёновой, два музея мамонта (один — подземный), «кладбище кораблей» и заброшенная алмазная станция. С 1998 по 2003 год функционировал также палеонтологический Музей мамонта и овцебыка имени профессора Н. К. Верещагина, в настоящее время из-за отсутствия помещения его экспозиция объединена с частным музеем Мамонта в п. Хатанга.